# Eupithecia brunneata
Eupithecia brunneata es una especie de polilla de la familia Geometridae. La especie fue descrita por primera vez por Otto Staudinger habiendo sido descrita en 1900, con distribución en Turquía. El sintipo de la especie fue descrita aln orte de Mesopotamia.